# Holoplatys lhotskyi
Holoplatys lhotskyi là một loài nhện trong họ Salticidae. Loài này được phát hiện ở Queensland và Tasmanië.